# Ascoli Calcio 1898 FC 2023-2024
Questa voce raccoglie le informazioni riguardanti l'Ascoli Calcio 1898 nelle competizioni ufficiali della stagione 2023-2024.

## Stagione
La stagione 2023-2024 è stata per l'Ascoli la 27ª partecipazione nella seconda serie del Campionato italiano di calcio. La squadra ha svolto il ritiro precampionato dal 15 al 31 luglio 2023 a Cascia. Nel primo turno di Coppa Italia valido per i trentaduesimi, l'Ascoli affronta il Verona venendo sconfitto per 3 a 1 ed eliminato dalla competizione. Al termine dell'ultima giornata, nonostante la vittoria interna per 2-1 contro il Pisa, gli ascolani pagano il rendimento incostante avuto nel corso del campionato e retrocedono quindi in Serie C dopo 9 anni consecutivi di permanenza in cadetteria, complice la vittoria del Bari diretto rivale sul Brescia.

## Divise e Sponsor
Per la stagione 2023-2024 l'Ascoli riconferma Nike come sponsor tecnico, mentre i Main Sponsor sono Bricofer, Fainplast, Nortsixthgroup, Distretti Ecologici, Rabona Mobile.
| Casa | Trasferta | Terza divisa |

## Organigramma Societario
Tratto dal sito ufficiale.
Area direttiva
- Presidente:Carlo Neri
- Vicepresidenti: Roberta Pulcinelli, Andrea Di Maso, Andrea Passeri
- Consiglio d'Amministrazione: Daniela Mancinelli, Massimiliano Mostacchia, Paolo Carito
- Direttore Generale con Delega al Marketing & Commerciale: Domenico Verdone

Area organizzativa
- Segreteria Generale & Ticketing Manager: Marco Marcolini
- Club Manager e Segreteria Sportiva: Mirko Evangelista
- Responsabile Comunicazione e Ufficio Stampa: Valeria Lolli
- Ufficio Amministrazione: Gaia Gaspari e Grazia Maria Di Silvestre

Area tecnica
- Direttore Sportivo: Marco Giannitti
- Allenatore: Fabrizio Castori
- Responsabile Settore Giovanile: Gianmarco Marucchi

## Rosa
| N. |                    | Ruolo | Calciatore           |
| -- | ------------------ | ----- | -------------------- |
| 1  | Italia (bandiera)  | P     | Davide Barosi        |
| 2  | Italia (bandiera)  | P     | Emiliano Viviano     |
| 3  | Albania (bandiera) | D     | Kevin Haveri         |
| 5  | Francia (bandiera) | C     | Eddy Gnahoré         |
| 6  | Albania (bandiera) | C     | Erdis Kraja          |
| 7  | Italia (bandiera)  | A     | Vincenzo Millico     |
| 8  | Italia (bandiera)  | C     | Samuel Giovane       |
| 10 | Italia (bandiera)  | C     | Fabrizio Caligara    |
| 12 | Italia (bandiera)  | P     | Luca Bolletta        |
| 14 | Italia (bandiera)  | D     | Danilo Quaranta      |
| 15 | Italia (bandiera)  | A     | Simone D'Uffizi      |
| 17 | Italia (bandiera)  | D     | Claud Adjapong       |
| 18 | Italia (bandiera)  | C     | Francesco Di Tacchio |
| 20 | Italia (bandiera)  | C     | Tommaso Milanese     |
| 21 | Italia (bandiera)  | D     | Lorenzo Cosimi       |

| N. |                               | Ruolo | Calciatore                |
| -- | ----------------------------- | ----- | ------------------------- |
| 22 | Italia (bandiera)             | P     | Giulio Mengucci           |
| 23 | Italia (bandiera)             | C     | Marcello Falzerano        |
| 26 | Croazia (bandiera)            | D     | Luka Bogdan               |
| 28 | Italia (bandiera)             | A     | Giacomo Manzari           |
| 30 | Macedonia del Nord (bandiera) | A     | Ilija Nestorovski         |
| 33 | Brasile (bandiera)            | D     | Eric Botteghin (capitano) |
| 40 | RD del Congo (bandiera)       | D     | Brian Bayeye              |
| 44 | Slovenia (bandiera)           | D     | Aljaž Tavčar              |
| 54 | Italia (bandiera)             | D     | Nicola Falasco            |
| 55 | Italia (bandiera)             | D     | Giuseppe Bellusci         |
| 73 | Italia (bandiera)             | C     | Patrizio Masini           |
| 90 | Portogallo (bandiera)         | A     | Pedro Mendes              |
| 98 | Italia (bandiera)             | D     | Francesco Cozzoli         |
| 99 | Spagna (bandiera)             | A     | Pablo Rodríguez           |

## Risultati

### Serie B

#### Girone di andata
| Arbitro: | Fourneau (Roma) |

|                                        |           |  |
| Tutino 20’ (rig.) Arioli 54’ Zilli 61’ | Marcatori |  |

| Arbitro: | Sozza (Seregno) |

|               |           |  |
| Strizzolo 59’ | Marcatori |  |

| Arbitro: | Collu (Cagliari) |

|                                         |           |  |
| Mendes 29’, 77’ (rig.) P. Rodríguez 31’ | Marcatori |  |

| Arbitro: | Pezzuto (Lecce) |

|                                      |           |                  |
| Merkaj 53’ Casiraghi 64’, 83’ (rig.) | Marcatori | 44’ Pedro Mendes |

| Arbitro: | Dionisi (L'Aquila) |

|  |           |               |
|  | Marcatori | 90+2’ Mancuso |

| Arbitro: | Volpi (Arezzo) |

|              |           |                              |
| Coda 13’ 60’ | Marcatori | 25’ Manzari 88’ P. Rodriguez |

| Arbitro: | Aureliano (Bologna) |

|                          |           |  |
| Mendes 42’, 90+1’ (rig.) | Marcatori |  |

| Arbitro: | Monaldi (Macerata) |

|             |           |               |
| Moncini 85’ | Marcatori | 15’ Falzerano |

| Arbitro: | Collu (Cagliari) |

|                   |           |                   |
| Nestorovski 45+4’ | Marcatori | 51’ (rig.) Borini |

| Arbitro: | Santoro (Messina) |

|  |           |                              |
|  | Marcatori | 35’ Nestorovski 55’ Quaranta |

| Arbitro: | Fabbri (Ravenna) |

|              |           |                         |
| Caligara 13’ | Marcatori | 7’, 34’ Man 54’ Bernabé |

| Arbitro: | Rutella (Enna) |

|             |           |  |
| Sibilli 80’ | Marcatori |  |

| Arbitro: | Pezzuto (Lecce) |

|  |           |            |
|  | Marcatori | 4’ Cutrone |

| Arbitro: | Ferrieri Caputi (Livorno) |

|                |           |            |
| Pieragnolo 50’ | Marcatori | 15’ Mendes |

| Arbitro: | Ayroldi (Molfetta) |

|                             |           |            |
| Gytkjær 26’, 89’ Altare 30’ | Marcatori | 47’ Masini |

| Arbitro: | Marchetti (Ostia Lido) |

|              |           |                              |
| Bellusci 51’ | Marcatori | 22’ (rig.) Verde 89’ Hristov |

| Arbitro: | Santoro (Messina) |

|            |           |  |
| Mendes 14’ | Marcatori |  |

| Arbitro: | Sozza (Seregno) |

|            |           |  |
| Mlakar 44’ | Marcatori |  |

| Ascoli Piceno 26 dicembre 2023, ore 15:00 CET 19ª giornata | Ascoli           | 0 – 0 referto | Cittadella | Stadio Cino e Lillo Del Duca (7 390 spett.)\| Arbitro: \| Minelli (Varese) \| |
| Arbitro:                                                   | Minelli (Varese) |               |            |                                                                               |

#### Girone di ritorno
| Arbitro: | Fourneau (Roma) |

|                    |           |               |
| Viviano 70’ (aut.) | Marcatori | 60’ Botteghin |

| Arbitro: | Ghersini (Genova) |

|                        |           |                               |
| Mendes 72’ (rig.), 79’ | Marcatori | 9’ (rig.) Sibilli 20’ Edjouma |

| Arbitro: | Collu (Cagliari) |

|  |           |                                 |
|  | Marcatori | 82’ Mendes 89’ (aut.) Cassandro |

| Arbitro: | Di Marco (Ciampino) |

|                 |           |                         |
| Tait 56’ (aut.) | Marcatori | 45+5’ Tait 78’ Masiello |

| Arbitro: | Rapuano (Rimini) |

|                                               |           |                             |
| Antonini 17’ Bellusci 81’ (aut.) Iemmello 86’ | Marcatori | 24’ Mantovani 37’ Botteghin |

| Ascoli Piceno 16 febbraio 2024, ore 20:30 CET 25ª giornata | Ascoli                 | 0 – 0 referto | Cremonese | Stadio Cino e Lillo Del Duca (6 263 spett.)\| Arbitro: \| Marchetti (Ostia lido) \| |
| Arbitro:                                                   | Marchetti (Ostia lido) |               |           |                                                                                     |

| Arbitro: | Marcenaro (Genova) |

|  |           |            |
|  | Marcatori | 32’ Masini |

| Arbitro: | Massimi (Termoli) |

|                   |           |              |
| Mendes 38’ (rig.) | Marcatori | 44’ Dickmann |

| Ascoli Piceno 3 marzo 2024, ore 16:15 CET 28ª giornata | Ascoli           | 0 – 0 referto | Reggiana | Stadio Cino e Lillo Del Duca (7 324 spett.)\| Arbitro: \| Gualtieri (Asti) \| |
| Arbitro:                                               | Gualtieri (Asti) |               |          |                                                                               |

| Arbitro: | Dionisi (L'Aquila) |

|                        |           |           |
| Kasami 77’ De Luca 84’ | Marcatori | 10’ Ďuriš |

| Arbitro: | Rutella (Enna) |

|                                                        |           |                   |
| Caligara 19’ (rig.), 42’ (rig.) Bellusci 71’ Ďuriš 86’ | Marcatori | 13’ (rig.) Lepore |

| Arbitro: | Sozza (Seregno) |

|                         |           |                  |
| Vignali 12’ Hristov 52’ | Marcatori | 24’ P. Rodriguez |

| Ascoli Piceno 7 aprile 2024, ore 16:15 CET 32ª giornata | Ascoli          | 0 – 0 referto | Venezia | Stadio Cino e Lillo Del Duca (6 896 spett.)\| Arbitro: \| Pezzuto (Lecce) \| |
| Arbitro:                                                | Pezzuto (Lecce) |               |         |                                                                              |

| Cittadella 13 aprile 2024 33ª giornata | Cittadella     | 0 – 0 referto | Ascoli | Stadio Piercesare Tombolato\| Arbitro: \| Volpi (Arezzo) \| |
| Arbitro:                               | Volpi (Arezzo) |               |        |                                                             |

| Ascoli Piceno 20 aprile 2024, ore 14:00 CEST 34ª giornata | Ascoli             | 0 – 0 referto | Modena | Stadio Cino e Lillo Del Duca\| Arbitro: \| Ayroldi (Molfetta) \| |
| Arbitro:                                                  | Ayroldi (Molfetta) |               |        |                                                                  |

| Arbitro: | Ghersini (Genova) |

|  |           |               |
|  | Marcatori | 90’ Botteghin |

| Arbitro: | Piccinini (Forlì) |

|  |           |            |
|  | Marcatori | 41’ Tutino |

| Arbitro: | Di Bello (Brindisi) |

|                       |           |                     |
| Brunori 1’ Soleri 34’ | Marcatori | 27’, 90+3’ Caligara |

| Arbitro: | Rapuano (Rimini) |

|                                |           |                  |
| Botteghin 12’ P. Rodríguez 68’ | Marcatori | 53’ D'Alessandro |

### Coppa Italia
| Arbitro: | Piccinini (Forlì) |

|                                             |           |                  |
| Mboula 2’ Dawidowicz 45+3’ Đurić 47’ (rig.) | Marcatori | 39’ (rig.) Forte |

## Statistiche

### Statistiche di squadra
| Competizione | Punti | In casa | In casa | In casa | In casa | In casa | In casa | In trasferta | In trasferta | In trasferta | In trasferta | In trasferta | In trasferta | Totale | Totale | Totale | Totale | Totale | Totale | DR |
| Competizione | Punti | G       | V       | N       | P       | Gf      | Gs      | G            | V            | N            | P            | Gf           | Gs           | G      | V      | N      | P      | Gf     | Gs     | DR |
| ------------ | ----- | ------- | ------- | ------- | ------- | ------- | ------- | ------------ | ------------ | ------------ | ------------ | ------------ | ------------ | ------ | ------ | ------ | ------ | ------ | ------ | -- |
| Serie B      | 41    | 19      | 5       | 8       | 6       | 19      | 16      | 19           | 4            | 6            | 9            | 19           | 26           | 38     | 9      | 14     | 15     | 38     | 42     | -4 |
| Coppa Italia | -     | -       | -       | -       | -       | -       | -       | 1            | 0            | 0            | 1            | 1            | 3            | 1      | 0      | 0      | 1      | 1      | 3      | -2 |
| Totale       | -     | 19      | 5       | 8       | 6       | 19      | 16      | 20           | 4            | 6            | 10           | 20           | 29           | 39     | 9      | 14     | 16     | 39     | 45     | -6 |

### Andamento in campionato
| Giornata  | 1  | 2  | 3  | 4  | 5  | 6  | 7  | 8  | 9  | 10 | 11 | 12 | 13 | 14 | 15 | 16 | 17 | 18 | 19 | 20 | 21 | 22 | 23 | 24 | 25 | 26 | 27 | 28 | 29 | 30 | 31 | 32 | 33 | 34 | 35 | 36 | 37 | 38 |
| --------- | -- | -- | -- | -- | -- | -- | -- | -- | -- | -- | -- | -- | -- | -- | -- | -- | -- | -- | -- | -- | -- | -- | -- | -- | -- | -- | -- | -- | -- | -- | -- | -- | -- | -- | -- | -- | -- | -- |
| Luogo     | T  | T  | C  | T  | C  | T  | C  | T  | C  | T  | C  | T  | C  | T  | T  | C  | C  | T  | C  | T  | C  | T  | C  | T  | C  | T  | C  | C  | T  | C  | T  | C  | T  | C  | T  | C  | T  | C  |
| Risultato | P  | P  | V  | P  | P  | N  | V  | N  | N  | V  | P  | P  | P  | N  | P  | P  | V  | P  | N  | N  | N  | V  | P  | P  | N  | V  | N  | N  | P  | V  | P  | N  | N  | N  | V  | P  | N  | V  |
| Posizione | 20 | 19 | 15 | 16 | 16 | 14 | 13 | 13 | 12 | 12 | 14 | 15 | 17 | 16 | 17 | 19 | 18 | 19 | 19 | 19 | 18 | 16 | 16 | 17 | 18 | 17 | 17 | 17 | 18 | 18 | 18 | 18 | 18 | 18 | 16 | 17 | 18 | 18 |

Legenda:

Luogo: C = Casa; T = Trasferta. Risultato: V = Vittoria; N = Pareggio; P = Sconfitta.